# Бочкарёв, Леонид Львович
Бочкарёв Леонид Львович (29 апреля 1949, (Астрахань) — российский учёный и педагог в области психологии искусства, музыкальной психологии. Доктор психологических наук (1990), профессор Астраханского государственного технического университета.

## Биография

### Обучение и квалификация
- 1967 год — с золотой медалью окончил среднюю общеобразовательную школу № 10 в Астрахани.
- 1969 год — с отличием окончил фортепианное отделение Астраханского музыкального училища по специальности «фортепиано».
- 1972 год — окончил Ленинградский ордена Ленина и ордена Трудового Красного Знамени государственный университет им. А. А. Жданова, по специальности «Психология».
- 1972—1975 годы — обучение в очной аспирантуре Государственного музыкально-педагогического института имени Гнесиных.
- 1975 год — подготовил и защитил диссертацию на соискание учёной степени кандидата психологических наук в Московском Институте общей и педагогической психологии Академии педагогических наук СССР (АПН СССР).
- 1990 год — подготовил и защитил диссертацию на соискание учёной степени доктора психологических наук в Киевском госуниверситете.
- 2001 год — присвоено учёное звание профессора по кафедре социологии и психологии (ВАК).

### Работа
В течение 17 лет Бочкарёв Л. Л. работал в Киевской государственной консерватории доцентом, старшим научным сотрудником, профессором (1975—1992). По совместительству работал главным научным сотрудником в Институте психологии Академии педагогических наук Украины (1991—1992).
В 1992 году был принят по конкурсу в Российский институт культурологии Российской Академии Наук и Министерства культуры РФ в Москве, работал в секторе теории искусств и в лаборатории психологической антропологии этого института (1992—1999) и принят по конкурсу на должность профессора кафедры психологии в Московский государственный областной педагогический институт, Московским областной педагогический институт (1993—1996). Работал в должности доцента кафедры фортепиано Московского государственного университета культуры (1997—1998). В этот же период выезжал в командировки от Министерства культуры России в США, Канаду, Францию, Швецию, Финляндию, Болгарию, Польшу, Японию, Швейцарию и другие страны для работы по контрактам и участия в международных конгрессах и конференциях по психологии и философии (работал в должности профессора на кафедрах психологии и музыки Юго-Западного университета Болгарии «Неофит Рилски» в Благоевграде (загранкомандировка от Российского Института Культурологии РАН и Минкультуры РФ (1994—1995) - был более чем в 30 странах.
В 1999—2005 годах занимал должность проректора по творческой работе и международным связям, профессора кафедры общегуманитарных дисциплин, декана факультета повышения квалификации Астраханской государственной консерватории (АГК).
В 2001—2002 годах заведовал кафедрой психологии в Ульяновском государственном педагогическом университете, был профессором факультета культуры и искусства Ульяновского государственного университета, был директором Представительства Некоммерческой Автономной Образовательной Организации (НАНОО) "Институт Индустрии Моды" (2003-2006).
С 1999 года совмещает работу в Астраханской государственной консерватории с работой в Астраханском государственном техническом университете на кафедрах социологии и психологии и общей психологии.
С 2006 года — в штате Астраханского государственного технического университета (АГТУ), дважды единогласно избран по конкурсу (в настоящее время в этом вузе реорганизация.

### Общественная работа
Руководил коллективом врачей Украинского Республиканского Фонда Милосердия и здоровья. Избирался председателем Московского областного отделения Российского Психологического Общества. Был научным консультантом и сотрудником учебно-оздоровительного Центра «Путь здоровья» Администрации города Астрахани, руководил секцией творческих вузов Министерства культуры РФ.
Член редколлегий международных и республиканских научных конференций по гуманитарным наукам, научного журнала"APRIORI".

## Научная деятельность
Область научных интересов:
- Фундаментальные исследовательские технологии и научно-образовательная практика/Челпановские Чтения М.,-ПИ РАО,2015.-С.311-317;Взаимосвязь компетентностного и интегративного подходов в образовании//Междунар.науч.конф./Институт проектного менеджмента-СПб,2015,С.26-30;Синергетическая метафора в психологии художественного развития//Международная школа психологии и педагогики-Новосибирск,2014.-С.-14-15.(в соавторстве с проф. Глотовой Г. А.).;;Диагностические и развивающие технологии в практике образования(Мультимедийный компакт-диск Бочкарёва Л. Л. (соавторстве с профессором Ричардом Коллвеллом (США), профессором Кругловой Л. А.и др.)-Изд. АГТУ(2004 г.,2010 г)- Диагностические и развивающие тесты с музыкальным материалом ; МАЙЕВТИКА И ЭКЗИСТЕНЦИАЛИЗМ: СОВРЕМЕННЫЕ ПСИХОТЕХНОЛОГИИ И НАПРАВЛЕНИЯ // АКТУАЛЬНЫЕ ПРОБЛЕМЫ ПСИХОЛОГИИ И ПСИХИАТРИИ /МАТЕРИАЛЫ ВСЕРОССИЙСКОЙ НАУЧНОЙ КОНФЕРЕНЦИИ -АСТРАХАНЬ ((26-27 АПРЕЛЯ 2013 Г.-Астрахань,Изд. АГТУ- С.214 (в соавторастве с докт. медицинских наук, проф. Бисалиевым Р. В. и др.).
- психологические механизмы переживания (Посттравматический стресс: социально-психологические и медицинские аспекты , Экология в большом городе (в соавторстве /Цикл статей/- в соавторстве с докт.психол.наук, проф. Тимофеевым Ю. П./Журнал « Психология здоровья и личностного роста» — 2007—2011 гг. Москва,Бочкарёв Л. Л.- зам.гл.редактора журнала- см.п.3 настоящего раздела).
- майевтика — новый междисциплинарный диалогический подход в современной науке (Бочкарёв Л. Л. был организатором 1-й международной конференции в этой области в СССР -«Майевтика в системе психологических знаний» (Предисловие и редакция Бочкарёва Л. Л.- Издательство Научно исследовательского Института психологии Национальной Академии наук Украины-Киев,1993 г.; «Майевтический дискурс: перспективы развития»// Человек, субъект, личность в современной психологии-Материалы Международной конференции, посвящённой 80-летию А. В. Брушлинского (Москва,10-11 октября 2013 год.-Изд. Института психологии Российской Академии Наук-Том 3-С. 306—308
- юридическая психология-Бочкарёв Л. Л. Юридическая психология /учебное пособие для студентов вузов-Изд. Астраханского гостехуниверситета (АГТУ)-Астрахань,2013 г.-100 с.- (в соавторстве с докт. медицинских наук, проф. Бисалиевым Р. В.), Бочкарёв Л. Л. «Юридическая психология»(расширенный вариант, без соавторства) вышла в Туркменистане (г. Душанбе) — Изд."Аржанг"-220 с. Система подготовки курсантов вузовМВД (сравнительно-дидактические возможности использования коллегиальной, модульной и майевтической моделей обучения)//Психология в системе комплексного человекознания/ Материалы юбилейной научной конференции Института психологии РАН,посвящённой 40-летию института и 80-летию со дня рождения Б. Ф. Ломова (10-12 октября 2012 г.)- Т.2 — Москва,Изд. Института психологии РАН ,2013 — С.195-199(в соавторстве с полковником милиции Д. А. Козиным, проф. Тимофеевым Ю. П. и др.); Бочкарёв Л. Л.(в соавторстве с Козиным Д. А.,Тимофеевым Ю. П. и др.) Биографическая психология в юридической практике // Психология жизненного пути личности : методологические, теоретические, методические и прикладные проблемы)/Под.ред.проф. Логиновой Н. А.,проф. Карпинского К. В.- Изд. Гродненского госуниверситета им. Янки Купалы -Гродно, 2012 — С.285-296.
- психология искусства: Психология музыкальной деятельности-Изд-во ИП РАН,1997;Изд. Дом Классика-ХХ1",2006,2007,2008; «Психология искусства в научной школе Б. Г. Ананьева //Человек, субъект, личность в современной психологии» Материалы Междун.конф.(Москва,10-11 октября 2013 г.)-Изд. Института психологии РАН — Т.1 -С.115-117 (в соавторстве с проф. СПБГУ Логиновой Н. А.); Бочкарёв Л. Л. Применение деятельностной теории учения в художественном образовании /Проблемы и перспективы развития образования в России /Матер. ХХУ11 Всерос. науч.-практ.конф.-Новосибирск (8 мая 2014)Новосибирск,Изд. ЦРНС,2014 -С.90-95 (в соавторстве); Бочкарёв Л. Л. Условия формирования познавательных действий и исполнительских навыков / Психология и педагогика: методика и проблемы практического применения / Матер. ХХХУ11 науч.-практ.конф.(21 мая 2014)-Новосибирск, Изд. ЦРНС ,2014 -С.47-51 (в соавторстве);Семиотико-психологические аспекты художественного образования// Всеросс.научн.конф. "От истоков -к современности-130 лет организации психологического общества при Московском университете)-М.:МГУ,2015 (в соавторстве с проф. МГУ Глотовой Г. А.);Интегративный подход в художественном образовании//Modern achivements of science and technology|Proceedings of the intern.conf.Intern/American University(Saint-Monica)-Buea,2015.-P.133-146 (в соавторстве с проф. Глотовой Г. А.)Сравнительно-дидактические возможности коллегиальной, модульной и майевтической моделей организации обучения взрослых в условиях дополнительного образования.-Человек и образование,№ 3,2015:Изд-во Института управления образованием РАО(филиал)-Санкт-Петербург; Перспективы применения арт-терапии в практике психиатрии//Всеросс.конгр.психиатров, психологов и наркологов :Наука и практика современной психиатрии и психологии/Казань-22-23 июня 2016 (член Оргкомитета, соавтор-докт.мед.наук, проф. Бисалиев Р. В.)

Автор более 200 научных работ, в том числе 5 монографий, изданных как в России, так и за рубежом(«Музикална психология» -Учебник -Изд. Благоевградского госпедуниверситета (1990)-в соавторстве с проф. Трифоном Трифоновым, проф. Анастасией Атанасовой, доц. Г.Гологановым (болг.язык)-220 с.
В 2006—2011 годах был заместителем главного редактора российских журналов «Психология здоровья и личностного роста», «Музыкальная психология и психотерапия»- Москва — см.сайт в Интернете «Музыка, психология, здоровье»(главный ред. докт.пед.наук -проф. Петрушин В. И.,гл.ред.и составитель сборников «Музыкальное творчество» (труды АГК)-1999-2004,"Современные проблемы культуры и искусства"(Ульяновский госуниверситет,2004; Проблемы светомузыки и цветомузыкального синтеза (цикл статей-см.сборник «Прометей-2000»-Изд. Казанского Ин-та экспериментальной эстетики.
В 2012—2013 гг. проживал в Санкт-Петербурге с супругой профессором СПБГУ Логиновой Н. А.(см.раздел о грантах). В настоящее время живу в Москве, сотрудничая с московскими вузами(по линии работы и грантов-см.выше).
Организовал более 20 научных конференций, в том числе международных и республиканских. В 2016 г.опубликованы 3 статьи: «Академик А. А. Бодалёв в моей научной биографии»-Круглый стол памяти А. А. Бодалёва (в рамках конференции "От истоков — к современности. К 130-летию организации Психологического общества при Московском университете) — Сборник ПИ РАО /реактор Пашукова Т. И.-М.,С.92-93; Италия -Родина музыки,Россия — центр музыкотерапии. Анонс конференции ESCOM в Бельгии(2017); Психология музыкального восприятия. Пути и перспективы исследований.-Сайт Ассоциации музыкальных психологов и психотерапевтов (АМПП) — журнал «Музыкальная психология и психотерапия»; Возможности применения коллегиальной, модульной и майевтической моделей обучения взрослых в условиях дополнительного образования- Журнал «Человек и образование»,№ 3- Санкт-Петербург; Психологические условия эстетического воспитания взрослых //Развитие человека в современном мире. Вып. УI, Изд-во Новосибирского государственного педагогического университета.
Под руководством Бочкарёва Л. Л. подготовлено три специалиста с учёной степенью кандидата наук, был членом Советов по присуждению учёной степени доктора психологических наук в Ставропольском гостехунверситете,Национальном Университете Украины (Киев),Институте психологии Национальной Академии Наук Украины (Киев)

### Работа с грантами
- 2004 год — по гранту Российского Гуманитарного Научного Фонда (РГНФ) Л. Л. Бочкарёв организовал и провёл Международную конференцию «Специфика ментального самосознания и поведения молодёжи Северного Кавказа. Проблемы развития и воспитания» в Астрахани
- по гранту РГНФ (проект 97-06-16027) издана в 1997 г. в Институте психологии Российской Академии Наук монография Бочкарёва Л. Л. «Психология музыкальной деятельности» (352 с.), которая переиздана неоднократно Московским Издательским Домом «Классика-XX1» (в 2006 г.,в 2007 г.,в 2008 г.)
- 2014 год — по гранту РГНФ (от Санкт-Петербургского государственного университета, проект 13-06-00405) выполнено совместно с профессором Санкт-Петербургского госуниверситета, доктором психологических наук Логиновой Н. А. научно-теоретическое исследование по теме «Антропологическая теория Бориса Герасимовича Ананьева и её развитие в мировой науке» (Бочкарёв Л. Л.был последним учеником выдающегося российского психолога, академика Б. Г. Ананьева).

## Признание заслуг
- избран академиком Международной Кадровой Академии — МКА (под патронатом ЮНЕСКО/Совета Европы)
- член-корреспондент «Международной Академии Психологических Наук» — МАПН (Москва)
- член корреспондент Российской Академии Естествознания (РАЕ, Москва)
- почётное звание «Заслуженный деятель образования и науки» (РАЕ)
- награждён дипломом «Золотая кафедра» серии «Золотой Фонд отечественной науки» (2008 год)
- член Российской Ассоциации музыкальных психологов и музыкотерапевтов -от Санкт-Петербурга-2013 г (АМПП)
- член Общероссийской Общественной Организации « Российская Ассоциация содействия науке» — РАСН — 2014 год,Москва(председатель РАСН — Почётный Секретарь Общественной Палаты России, академик Велихов Е. П.,председатель секции РАСН — доктор педагогических наук, профессор Абдуллин Э. Б.,учёный секретарь секции РАСН — доктор педагогических наук, профессор Майковская Л. С.).
- Chairman WAMS International Board of Psychology of the World Academy of Medical Sciences (WAMS), member of WAMS (2016). President — professor Illie Vasiliev.